# Ali Tandoğan
Ali Burhan Tandoğan (Salihli, 25 december 1977) is een Turks voormalig profvoetballer die als middenvelder speelde.
Hij speelde onder meer voor Denizlispor, Beşiktaş JK en Antalyaspor. Hij is daarnaast eenmaal uitgekomen voor het Turkse nationale elftal.

## Erelijst
- Beşiktaş JK
  - Landskampioen: 1 (2009)
  - Beker van Turkije: 2 (2007, 2009)
  - Turkse Supercup: 1 (2006)
- Bursaspor
  - Landskampioen: 1 (2010)